# Bounkani
Bounkani és la regió de Costa d'Ivori que està situada a l'extrem nord-oriental del país. Juntament amb la regió de Gontougo formen el districte de Zanzan. Té una superfície de 22.091 km², la meitat de la qual està ocupada pel Parc Nacional de Comoé (11.090 km²). El 1998 tenia 195.309 habitants. La seva capital és la ciutat de Bouna. És una de les regions de nova creació que es van constituir el 2011 i abans formava part de la regió de Zanzan.

## Geografia

### Situació geogràfica
Bounkani està situat a l'extrem nord-oriental de Costa d'Ivori i fa frontera amb Ghana a l'est i amb Burkina Faso al nord. Té la regió de Tchologo a l'oest i la regió de Gontogo al sud.

## Departaments i municipis
Els departaments de Bounkani són Nassian, Tehini i Bouna.

## Economia
A la regió de Bounkani no hi ha cap indústria de transformació dels productes agropecuaris ni cap indústria extractiva. Hi ha la previsió d'instal·lar indústries de transformació de la nou de caju, de l'arròs que es desenvolupi la indústria làctia.

### Agricultura
L'agricultura de la regió es fa amb mètodes tradicionals i extensius, cosa que fa que el rendiment per hectàrea sigui baix. Gairebé la totalitat de l'agricultura que s'hi practica és de de subsistència.

### Ramaderia
Hi ha unes 5.000 persones que treballen en la ramaderia a Bounkani, un sector en que l'estat ivorienc hi ha fet inversions per a desenvolupar-lo, però han esdevingut obsoletes.

## Turisme
El potencial turístic no ha estat posat en valor, tot i que té atractius com el Parc Nacional de la Comoé, els Soukalas Lobi i l'artesania tradicional: ceràmica, teixits i cistelleria. El Parc Nacional ha estat declarat Patrimoni Mundial de la Humanitat per part de la UNESCO.